# R-Type Final 2
R-Type Final 2 è un videogioco uscito nel 2021, di tipo sparatutto a scorrimento orizzontale (a tratti anche verticale), sviluppato da Granzella e pubblicato per PlayStation 4, Xbox One, Xbox Series X e Microsoft Windows. La grafica è in 3D e in 2.5D. 
Ennesimo capitolo della serie di R-Type, incentrata sullo scontro tra i terrestri e i nemici Bydo, il gioco prende le mosse da uno dei tre epiloghi di R-Type Final (uscito nel 2003) e contempla a sua volta tre possibili diversi livelli conclusivi. Anche qui uno solo di essi mostra la sconfitta definitiva dell'impero Bydo (ma coi terrestri che stavolta pagano un prezzo altissimo). Un altro livello finale vede invece soccombere completamente le forze del Bene (come nel secondo dei finali di R-Type Final). E ce ne è poi uno in cui gli eroi riportano sui Bydo una grande vittoria che però non è risolutiva ; ciò lascia la porta aperta su futuri tentativi di rivincita dei nemici. 
Ma sono disponibili anche altre modalità di gioco, Homage Stages Course e Competition: tali offerte sono proposte come alternative alla trama di R-Type Final 2 vera e propria (che è invece denominata Main Course). Con Homage Stages Course il giocatore può cimentarsi in tre differenti revival di livelli contenuti in precedenti titoli della serie e aggiornati per l'occasione con modifiche di grafica e di gameplay (nella terza HSG sono presenti anche un paio di rivisitazioni relative ad altri videogiochi Irem). La modalità Competition consta invece di un unico e lunghissimo stage.
Il gioco è disponibile in giapponese, cinese, inglese, francese, tedesco, italiano, spagnolo e coreano. 

## Modalità di gioco
Il giocatore all'inizio seleziona la navicella tra tutte quelle disponibili nel menu, ma ne sbloccherà eventualmente altre tra un livello e quello successivo. Molte di esse erano già apparse in R-Type Final. Ogni velivolo ha ovviamente tecniche di attacco personalizzate.
È presente anche qui il Force, l'elemento mobile da posizionare a prua, o a poppa, oppure come modulo separato: con esso si otterranno le più svariate tipologie di attacco. 
Altri potenziamenti, tra cui le piccole sfere satellitari Bit e i missili, anch'essi già noti al giocatore, sono ottenibili in seguito all'eliminazione di alcuni nemici comuni.
Nella maggior parte dei livelli si dovranno affrontare orde di nemici comuni (alcuni dei quali indistruttibili) per poi sostenere uno scontro col boss di turno.
Non ci sono punti ferita: bisogna dunque evitare di andare in collisione coi nemici, coi loro proiettili e con le pareti. 
Quanto finora detto vale per tutte le modalità di gioco, tuttavia in alcuni livelli delle modalità alternative il giocatore guiderà una creatura Bydo. 

### Main Course
In Main Course è contenuta la trama di R-Type Final 2, che prende le mosse dal livello F-C di R-Type Final, dove i Bydo venivano sconfitti ma non definitivamente. Le forze del Male sono tornate a colpire, e di esse fanno parte sia nemici redivivi sia antagonisti nuovi.
Il giocatore può scegliere il grado di difficoltà con cui misurarsi. Cinque gradi sono disponibili per impostazione predefinita, mentre gli ultimi due, ossia quelli con difficoltà più elevata, diventano sbloccabili durante lo sviluppo della partita.
Tre sono le vite a disposizione: se andranno perse tutte, sarà possibile continuare il gioco con una nuova partita ma fino a un massimo di dieci volte.
Ciascuno dei primi cinque livelli di Main Course costituisce una tappa obbligata, col giocatore che dovrà fronteggiare i vari nemici comuni e il boss di turno. Il primo boss è il redivivo Dobkeratops, caratterizzato da nuove tecniche di attacco, mentre nel terzo livello c'è da affrontare l'ennesima astronave ammiraglia, la Warship Bydo Distraction, che non appare nella sua interezza (il boss del livello è comunque anche stavolta il motore centrale di essa, secondo un copione ormai consolidato).
Poco prima dello scontro col boss del quinto livello, Uroboros, appare Junction, un nemico comune di cui non esistono altri esemplari: una volta eliminato, esso rilascerà quattro piastre di colore differente. Appena il giocatore avrà raccolto una di queste piastre, le altre spariranno: si può anche proseguire nell'azione senza prendere nulla. La scelta fatta dal giocatore determinerà i tre possibili scenari successivi che si aprono dopo l'uccisione del boss (livelli 6.0, 6.1, 6.2), da cui quindi i differenti atti conclusivi di Main Course (livelli 7.0, 7.1, 7.2). In dettaglio:
- raccogliendo la piastra rosa si potrà accedere al livello 6.0 e quindi al 7.0;

- raccogliendo la piastra arancione si potrà accedere al livello 6.1 e quindi al 7.1;

- raccogliendo la piastra verde si potrà accedere al livello 6.2 e quindi al 7.2;

- raccogliendo la piastra grigia o ignorando completamente le piastre si accederà casualmente a uno dei tre percorsi sovraelencati.

Nel livello 6.0 il boss è Mabosterbern, un Bydo corallino. Il giocatore si ritroverà poi in un cimitero trans-dimensionale, location del livello 7.0. Qui si scopre che una delle astronavi terrestri utilizzate a suo tempo in R-Type Final, la R-9WB Happy Days, è stata poi catturata in circostanze non chiare da Fenrir, un Bydo biomeccanico dall'aspetto di lupo (il nome è desunto dal malvagio essere della mitologia germanica), che l'ha quindi posta sulla sua testa. Presente nel livello sin dall'inizio, Fenrir striscia per il cimitero, aumentando un po' alla volta la lunghezza corporea (questo avviene durante la sua permanenza nei depositi di rottami in cui via via entra) e attaccando la navicella del giocatore in vari modi; dal dorso lancia esseri Bydo o raggi laser, mentre dalla testa verrà sparato l'armamento della R-9WB Happy Days. Per tutto il suo tragitto Fenrir è indistruttibile e il giocatore dovrà nel contempo fronteggiare anche altre creature Bydo, la cui eliminazione è tutto sommato abbastanza semplice. Alla fine il lupo Bydo raggiunge un anfratto e qui, dopo essersi fermato, sacrifica la propria invulnerabilità mutandosi in Ahms Vault, il boss di questo livello conclusivo. Ahms Vault si configura nella sua prima forma come un enorme bozzolo munito di quattro arcate organiche con le quali appunto attacca la navicella; quando esse vengono distrutte dal giocatore, il bozzolo si rompe e di Ahms Vault rimane solo il nucleo dell'energia vitale, posizionato originariamente nella sua sezione più interna. Questo assorbe il Force della navicella, che diventa un tutt'uno con esso assumendo quindi l'aspetto di un mostro fiammeggiante con tentacoli che crescono costantemente per attaccare il giocatore. La distruzione del boss comporterà la perdita definitiva del Force. Durante i crediti finali, la navicella lascia il cimitero trans-dimensionale per far ritorno sulla Terra: nel rapporto inviato alla base viene certificata la grande vittoria, che però non segna la fine dell'impero Bydo.
Nel livello 6.1 il boss è Principle Wall, un grosso granchio biomeccanico. Dopo averlo distrutto, la navicella si trasformerà in un essere Bydo per effetto della contaminazione sprigionatasi, proprio come avveniva in uno dei tre percorsi di R-Type Final ad opera del boss Nomemayer. Questa volta c'è una differenza: nella parte iniziale del successivo livello 7.1 il pilota terrestre conserva un barlume della personalità originaria, facendo fuoco sui Bydo da lui incontrati. Ma si tratta di una breve frazione, perché saranno poi le forze di difesa terrestri a venire attaccate. L'esito vittorioso di questa battaglia, come si vede durante i crediti finali, è quindi in realtà catastrofico per i terrestri, anche se nel rapporto che la flotta manda alla base viene affermato che la sconfitta è stata causata da un incidente.
Al livello 7.2, l'unico dove appare l'imperatore dei Bydo, si accede invece dopo aver eliminato il boss SIN-G nel livello 6.2. Prima ancora di arrivare al cospetto dell'antagonista supremo il giocatore farà la conoscenza degli Psywave, micidiali proiettili ghiacciati a forma di cometa, indistruttibili e dalle traiettorie imprevedibili: sono presenti per gran parte del livello, affiancando gli altri nemici tranne la coppia Demonic Lovers - formata da un maschio e da una femmina Bydo simili a serpenti marini ma curiosamente emettenti versi umani - che fa da miniboss. Solo da ultimo si scopre che gli Psywave vengono direttamente inviati dall'imperatore, il cui nome è Obsidian Pupil (di esso si vede infatti unicamente un enorme occhio con una pupilla scura). Coi suoi poteri egli tiene in vita ogni essere Bydo, ed è dunque necessario ucciderlo per salvare l'universo. Se poi Obsidian Pupil viene finalmente sconfitto (con tanto di urlo atroce), durante la sua agonia riuscirà a risucchiare la navicella terrestre, che apparentemente resta quindi imprigionata al suo interno. Tuttavia nei crediti finali si nota che dalla postazione in cui giace ciò che rimane di Obsidian Pupil esce un piccolo Psywave, che nel suo allontanarsi incrocia tutti gli altri (che sembrano invece a loro volta finire risucchiati dal morente imperatore): è da ipotizzare che si tratti della navicella del giocatore, soggetta appunto a tale trasformazione. In ogni modo il pilota terrestre non rientra alla base: la sua sorte rimane dunque avvolta nel mistero ma si sa per certo che egli ha fatto in tempo a inviare il rapporto sulla distruzione dell'impero Bydo.

### Homage Stages Course
In queste tre modalità di gioco non c'è trama, in quanto i livelli di ognuna di esse sono da considerarsi come segmenti disgiunti, fatta eccezione per un trait d'union presente sul finire della terza. I livelli della prima modalità presentano una numerazione preceduta da una X. Nella seconda modalità invece è una Y ad apparire in testa alla sequenza alfanumerica dei livelli. Nella terza infine i livelli recano un codice caratterizzato da una Z iniziale. 
Le vite a disposizione sono tre e qualora si perdessero tutte sarà possibile riprendere il gioco per dieci volte, come in Main Course.

#### Homage Stages Course Vol. 1
In Homage Stage Course Vol. 1 due dei sette livelli sono desunti da R-Type, uno da R-Type II, uno da R-Type Leo, uno da R-Type III: The Third Lightning, uno da R-Type Delta e uno da R-Type Final.
Al di là della grafica, le differenze notevoli coi livelli dei precedenti capitoli della serie stanno essenzialmente nella giocabilità; in linea di massima si può dire che ciò che prima era facile ora diventa impegnativo, e viceversa.
In Flame-Engulfed Arms Factory, rivisitazione del complicato livello Fire Cask Factory di R-Type III: The Third Lightning, è mantenuta la formula del percorso da effettuare dapprima in un senso e successivamente in quello inverso, ma ora tutto risulta semplificato, coi due boss resi meno temibili e il giocatore che ha la possibilità di eliminare anche i nemici comuni originariamente invulnerabili; sono inoltre stati tolti i passaggi più ostici.
Il livello Inside of Ruins è una ripresa, abbastanza fedele, dell'omonimo livello di R-Type Leo, con difficoltà meno elevata: ciò vale sia per il boss Cyber-Brain sia per i nemici comuni (che come nel gioco originale non sono i Bydo).
Nel livello Crazed Craft, basato su Lethal Weapon di R-Type Delta, si ha un colpo di scena per quel che concerne il boss. Il giocatore dovrà affrontare infatti non uno ma ben due Moritz-G (non per nulla vengono denominati Moritz-G Twins), in successione; dopo l'eliminazione del primo Moritz-G, alle spalle della navicella apparirà il secondo. Le tecniche di attacco sono per il resto le stesse.
Warship Out Of Hell riprende grossomodo il livello 3 di R-Type. Sono disponibili per quest'avventura tre differenti sfondi (un tunnel organico, un'area infestata da orripilanti ma innocue piante Bydo, e una zona vulcanica), in sostituzione del grezzo paesaggio originario; i nemici comuni variano in base allo sfondo scelto. La Warship Bydo Green Inferno, presente come sempre per tutto il livello,  è ora in grado di autoripararsi in alcune sezioni danneggiate; non si registrano invece particolari differenze per quanto riguarda il suo motore centrale. 
Nel livello Distorted Ecosystem, ispirato a Twisted Ecology di R-Type Final, il boss è una versione adulta di Negus O' Shim, chiamato quindi Mature Negus O' Shim, con la facoltà di spostarsi dappertutto (laddove in R-Type Final il "cucciolo" attaccava rimanendo immobile).
Resource Quarry Ruins prende le mosse da Resource Acquisition Area di R-Type II; il boss è anche qui Rios, ma molto più aggressivo rispetto alla sua precedente apparizione.
Encounter, infine, tratto dall'omonimo livello di R-Type, presenta Dobkeratops sempre come boss, supportato però da un'inedita tipologia di nemici comuni.
Nei crediti finali si vede l'astronave del giocatore vagare inizialmente da sola nello spazio, per poi venire scortata da altre navicelle che si ritireranno quindi una alla volta.

#### Homage Stages Course Vol. 2
I sette livelli di Homage Stages Course Vol. 2 si presentano nel complesso molto più difficili rispetto ai capitoli storici cui fanno riferimento. Due di essi prendono spunto da R-Type Tactics II: Operation Bitter Chocolate, uno da R-Type, uno da R-Type II, uno da R-Type Delta, uno da R-Type Final e uno dallo spin-off Image Fight.
Azure Grotto ricalca The Cave, uno dei livelli più semplici di R-Type II, ma con una nuova ambientazione (la Grotta Azzurra di Capri, che sostituisce dunque la generica caverna sommersa originale). Viene mantenuto il boss Barakus, stavolta però un po' più resistente.
Materialized Virtual Training Space  è una trasformazione in sparatutto a scorrimento orizzontale del livello Fortress di Image Fight, lo spin-off di R-Type interamente a scorrimento verticale dove i nemici non sono i Bydo ma i cyborg alieni della galassia Boondoggle; Michael fa anche qui da boss.
Geirrod Fortress Strategic War è uno dei due livelli desunti da R-Type Tactics II: Operation Bitter Chocolate. In entrambi il giocatore guida un essere Bydo, che deve eliminare navicelle terrestri; il boss è una delle fortezze di controllo.
Corrosion riprende, piuttosto fedelmente, il livello Invasion di R-Type Delta e il suo agguerrito boss QT Cat. 
Forgotten Lab, nuova versione di uno dei livelli di R-Type Final, ovvero Deserted Lab, sorprende non poco. Se alla fine di Deserted Lab appariva Dobkeratops Mattuchius - il mostro ottenuto dalla fusione di Dobkeratops e Bellmite, boss iconici della serie - ora invece c'è da affrontare tre boss in uno. Dobkeratops Mattuchius è infatti racchiuso in Subatomic, uno dei boss presenti sia in R-Type II sia in Super R-Type (nel quale era però denominato Zabtom). Il giocatore dovrà inizialmente misurarsi con Subatomic e successivamente con le due parti di Dobkeratops Mattuchius (prima Dobkeratops e poi Bellmite, che qui ha la capacità di rigenerare i propri baccelli). Questo mostruoso ensemble di boss si chiama Subtom Nonosis. Non manca a metà livello il miniboss Cattepigard, alquanto rinnovato graficamente.
Pluto Outer Base Glitnir Strategic War ripercorre il livello Glitnir Hyperspace Station di R-Type Tactics II: Operation Bitter Chocolate : come già detto sopra, è prevista l'inversione di ruoli col giocatore che si cala nei panni di una creatura Bydo in lotta con navicelle terrestri e una fortezza di controllo configurata come boss che stavolta però, contrariamente al solito, non è l'ultimo antagonista da affrontare (dopo la sua distruzione appariranno infatti ulteriori nemici comuni).
Con Creature Cave, livello tratto da R-Type, si raggiungerà un grado di difficoltà elevatissimo: il percorso è più lungo, i nemici comuni sono perlopiù gli stessi ma numericamente maggiori; inoltre il boss Gomander, che ha qui dimensioni enormi, risulta particolarmente ostico per via delle nuove tecniche di attacco.
Nei crediti finali si ha una sequenza simile a quella di Homage Stages Vol 1, ma molto più lunga, e con le astronavi terrestri che fluttuano ancora in Creature Cave.

#### Homage Stages Course Vol. 3
Homage Stage Course Vol. 3 si differenzia alquanto dalle altre HSC, in primis per il revival in sé, che non si basa esclusivamente sulla saga di R-Type. I primi due stage sono infatti mutuati da altri titoli Irem, più precisamente il livello Z1.0 da Mr. Heli e il livello Z2.0 da In The Hunt, con le rispettive rivisitazioni di Cave e Seabed Ruins. Da rilevare, in quest'ultimo, una semplificazione per quanto riguarda il boss (tra l'altro molto rinnovato graficamente), che adesso può essere direttamente attaccato dal giocatore.
A seguire, si ha una ripresa del livello Metropolis Quietus di R-Type Final, in cui vengono confermati il miniboss Gironika, ora però piuttosto debole, e il boss Xelf-16, che è invece più aggressivo.
Successivamente si passa ad Auxiliary Base, che prende le mosse da Additional Base di R-Type II; il boss Blender è qui abbastanza semplice da eliminare, in quanto i nemici comuni che lo supportano non sono più indistruttibili.
È poi la volta di Front Line Base, chiaro rimando a Frontline Base di R-Type, ma con differenze significative. Se da una parte i nemici comuni appaiono meno insidiosi, il boss Compiler mette invece a dura prova il giocatore con le sue tre unità che adesso si scompongono e ricompongono continuamente. Inoltre l'ambientazione è completamente diversa: gli scontri avvengono infatti in Anti-Space, che faceva da sfondo al livello 6.2 di R-Type Final.
Awakening, penultimo livello di questa HSG, è una copia quasi identica dell'omonimo livello di R-Type Delta, tuttavia vi sono due differenze notevoli. A sorpresa il boss non è Subkeratom bensì Dobkeratops Mattuchius (presentato con una grafica molto diversa da quella originale); e prima di lui appare, come nella Main Course, il nemico comune Junction, la cui eliminazione determina anche qui esiti differenti in base alla piastra raccolta:
- prendendo la piastra viola, il giocatore può accedere al livello conclusivo Z7.0;
- prendendo la piastra gialla, il giocatore può accedere al livello conclusivo Z7.1;
- non prendendo nulla, il giocatore potrà accedere in modo random all'uno o all'altro dei livelli conclusivi.

Il livello Z7.0, assai impegnativo, deriva da Quiet Crisis e Moon Base, gli ultimi due stage dello sparatutto verticale Image Fight: come nel livello Y2.0, si ha lo scorrimento aggiustato orizzontalmente, col giocatore che dovrà affrontare Shinji, mostro biomeccanico scomponibile in due parti, che fa da boss di metà livello, e Mariko, il supercomputer terrestre riprogrammato dai cyborg alieni della galassia Boondoggle, che è invece il boss finale. Se il giocatore completa la missione, scorreranno i crediti finali insieme alla sequenza della navicella che fa ritorno sulla Terra.
Il livello Z7.1 non prevede invece nessun happy end: esso infatti altro non è che un omaggio a Summer Night di R-Type Final (che diventa Summer Evening), con l'astronave del giocatore trasformata nuovamente in un essere Bydo e le forze del Bene che fanno da nemici. Come nel modello di riferimento, il boss è una navicella terrestre, variabile in base al grado di difficoltà scelto. Se il giocatore vince, nei crediti finali si vedrà il Bydo da lui controllato rimanere nell'hangar delle forze di difesa terrestri, vagandovi senza sosta.

### Competition
Competition è una modalità di gioco che per molti aspetti fonde insieme due dei livelli conclusivi di R-Type Final, più precisamente Anti-Space e Wherever, in un unico stage, Strongest Pilots Stage 01 (il cui codice alfanumerico è R1.0). Come in Wherever, il giocatore ingaggia una lunga battaglia contro vari nemici comuni Bydo - alcuni dei quali indistruttibili - disponendo di una vita soltanto. Tuttavia stavolta la navicella terrestre non compie un viaggio nel tempo ma si trova in un inedito labirinto, ubicato in Anti-Space, che dovrà percorrere fino a raggiungere l'uscita. I Bydo presenti sono mutuati solo in parte da Anti-Space e Wherever.

## Livelli e boss

### ModalitàMain Course
- Livello 1,  Abandoned Space City - Boss: Dobkeratops (in due differenti versioni, a seconda del grado di difficoltà scelto)

- Livello 2, Invaded Plant Factory - Boss: coppia Yatebeolox Harvester

- Livello 3, Stolen AI Factory - Boss: motore centrale della Warship Bydo Distraction

- Livello 4, Living Organisms on the Former Space Base - Boss: Lilil Prototype

- Livello 5, Giant Crystal Colonies - Boss: Uroboros (trascritto anche Ouroboros)

- Livello 6.0, Decaying Erosion Cave - Boss:	Mabosterbern

- Livello 6.1, Unknown Underground Ruins - Boss: Principle Wall

- Livello 6.2, Defense System - Boss: SIN-G

- Livello 7.0, Graveyard of Trans-Dimensional Fighters - Boss: Ahms Vault (mutazioni di Fenrir)

- Livello 7.1,  A Familiar Space City  - nessun boss

- Livello 7.2,  Final Point - Boss: Obsidian Pupil (Imperatore dei Bydo)

### ModalitàCompetition
- Livello R1.0, Strongest Pilots Stage 01 - nessun boss

### ModalitàHomage Stages Course Vol. 1
- Livello X1.0, Flame-Engulfed Arms Factory (da Fire Cask Factory di R-Type III: The Third Lightning) - Boss: Recojunator (boss del percorso da sinistra a destra), poi Creature 666 (boss del percorso da destra a sinistra)

- Livello X2.0, Inside of Ruins (dall'omonimo livello di R-Type Leo) - Boss: Cyber-Brain (chiamato anche Ruinsloiger)

- Livello X3.0, Crazed Craft  (da Lethal Weapon di R-Type Delta) - Boss: Moritz-G Twins

- Livello X4.0, Warship Out Of Hell (dal livello 3 di R-Type) - Boss: motore centrale della Warship Bydo Green Inferno

- Livello X5.0, Distorted Ecosystem (da Twisted Ecology di R-Type Final) - Boss: Mature Negus O' Shim

- Livello X6.0, Resource Quarry Ruins (da Resource Acquisition Area di R-Type II e da Mining Field di Super R-Type) - Boss: Rios

- Livello X7.0, Encounter (dal livello 1 di R-Type) - Boss: Dobkeratops

### ModalitàHomage Stages Course Vol. 2
- Livello Y1.0, Azure Grotto (da The Cave di R-Type II) - Boss: Barakus

- Livello Y2.0, Materialized Virtual Training Space (da Fortress di Image Fight) - Boss: Michael

- Livello Y3.0, Geirrod Fortress Stragetic War (da Geirrod Fortress di R-Type Tactics II: Operation Bitter Chocolate) - Boss: Geirrod Space Fortress Control Room

- Livello Y4.0, Corrosion (da Invasion di R-Type Delta) - Boss: QT Cat

- Livello Y5.0, Forgotten Lab (da Deserted Lab di R-Type Final) - Boss: Subtom Nonosis (chiamato anche Subatomic Dobkeratops)

- Livello Y6.0, Pluto Outer Base Glitnir Strategic War (da Glitnir Hyperspace Station di R-Type Tactics II: Operation Bitter Chocolate) - Boss: Glitnir Fortress Control Room

- Livello Y7.0, Bio-Cavity (dal livello 2 di R-Type) - Boss: Gomander

### ModalitàHomage Stages Course Vol. 3
- Livello Z1.0, On a Shining Green Planet (da Cave di Mr. Heli) - Boss: Monoeye

- Livello Z2.0, Deep Sea Ruins (da Seabed Ruins di In The Hunt) - Boss: Defender-Majestic

- Livello Z3.0, The City That Sleeps (da Metropolis Quietus di R-Type Final) - Boss: Xelf-16

- Livello Z4.0, Auxiliary Base (da Additional Base di R-Type II) - Boss: Blender

- Livello Z5.0, Front Line Base (da Frontline Base di R-Type e Anti-Space di R-Type Final) - Boss: Compiler

- Livello Z6.0, Awakening (dall'omonimo livello di R-Type Delta) - Boss: Dobkeratops Mattuchius

- Livello Z7.0, Lunar Base Infiltration (da Quiet Crisis e Moon Base di Image Fight) - Boss: Shinji (prima parte), poi Mariko (seconda parte)

- Livello Z7.1, Summer Evening (da Summer Night di R-Type Final) - Boss: navicella terrestre (R-99 Last Dancer oppure R-9A Arrowhead)

## Sviluppo
R-Type Final 2, che ha visto la luce nell'aprile del 2021, era stato già annunciato esattamente due anni prima come sequel diretto del gioco del 2003, sebbene dal 2007 la serie si fosse ampliata con altri titoli (l'ultimo di questi era stato R-Type Dimensions, pubblicato nel 2014). 
Il gioco è stato finanziato tramite crowdfunding. Il motore grafico utilizzato è Unreal Engine 4.

## Colonna sonora
I brani Monochrome e Light, entrambi ascoltabili durante i crediti finali, sono composti e interpretati dalla cantautrice Mai Iida. Tutte le altre musiche si devono a Yuki Iwai (la compositrice di R-Type Final) e a suo marito Takayuki Iwai: per le modalità di Homage Stages Course sono state utilizzate quelle già presenti nei corrispondenti livelli dei precedenti capitoli della serie ma in versione remixata (al riguardo va tuttavia notato, nella prima, il curioso scambio dei temi caratterizzanti Recojunator e Creature 666, i due boss provenienti da R-Type III: The Third Lightning, mentre nella terza il vecchio tema del boss conclusivo mutuato da R-Type Final è stato rigettato in favore di quello relativo ai suoi omologhi della Main Course).